# Faute lourde en droit administratif français
En droit administratif français, la faute lourde est un grief qui se distingue de la faute simple, non par l'importance des préjudices, mais par la gravité intrinsèque du comportement fautif. La jurisprudence a parfois caractérisé la faute lourde selon la difficulté que représentait l'exécution de l'activité pour l'administration. Le juge administratif et le législateur l'exigent parfois pour engager la responsabilité de l'administration.
Le point de départ de la faute lourde en matière de police administrative se situe en 1905, date de l'affaire Tomaso Grecco. A partir de cette date, les activités de police sont sorties de l'irresponsabilité pour entrer dans le domaine de la responsabilité pour faute lourde. En l'espèce, pour arrêter un taureau en pleine course dans les rues de Tunis, un policier utilise son arme de service et blesse monsieur Tomaso Grecco. Cette décision est considérée comme importante car, pour la première fois, la responsabilité de l'administration est retenue du fait des activités de police.

## Historique
La faute lourde est en recul et a été remplacée par la faute simple dans de nombreuses hypothèses. 
Elle persiste dans les domaines régaliens tels que la justice et la police administrative. En effet, dans ces activités sensibles, le juge souhaite protéger l'administration La faute lourde est également exigée quand l'autorité n'a qu'une activité de contrôle (notamment pour les Autorités administratives indépendantes), ou de tutelle.[pas clair]

## Jurisprudence
La jurisprudence est abondante. Un tournant a cependant été pris ces dernières décennies à la suite de l'affaire Grégory, et de l'assassinat de Bernard Laroche.
- 19 octobre 1998, Tribunal des conflits, Bolle-Laroche[2] : la veuve de Bernard Laroche, tué en marge de l'affaire Grégory.
- 23 février 2001, Cour de cassation, arrêt n°99-16.165[3].

La Cour de cassation constatera un tournant dans sa jurisprudence à partir de 2001.
- 27 février 2004, Conseil d'État : Mme Popin c/ Université de Strasbourg[5] : La justice étant rendue de manière indivisible au nom de l'État, responsabilité de celui-ci pour des dommages résultant de l'exercice de la fonction juridictionnelle relevant d'une autre personne morale.
- 16 mars 2020, première instance : en raison de l’inaction des services de police face aux violations répétées du contrôle judiciaire par un auteur de violences conjugales déjà condamné, « la faute des services de police [l']ayant mis en position de commettre les trois assassinats » , dans l'affaire Isabelle Thomas[6].